# Троицкий, Георгий Константинович
Георгий Константинович Троицкий (22 мая 1936, Сочи — март 2023) — российский государственный деятель, глава исполнительной власти Армавира (1992—1996).

## Биография
Родился 22 мая 1936 года в Сочи.
Окончил школу в городе Сочи, Краснодарский нефтяной техникум, Краснодарский политехнический институт (1966, инженер — строитель) и Ростовскую ВПШ.
Работал на инженерных и руководящих должностях в строительных организациях:
- с 10.1958 г. по 02.1960 г. — инженер ПТУ Сочинской конторы «Горгаз»
- с 02.1960 г. по 03.1969 г. — начальник управления АССМУ треста «Южгазстрой».

С 1969 года зам. председателя, с 1973 по 1982 год — председатель Армавирского горисполкома.
В этот период был пущен троллейбус; построены первые в городе «высотки»: Дом быта, гостиница «Армавир», здание администрации, первые жилые 9-этажки (ул. Ефремова); Дворец культуры, Урицкий и Каспаровский путепроводы; реконструированы очистные сооружения водопровода и канализации производительностью 100 тыс. кубометров в сутки.
- с 05.1982 по 06.1986 — управляющий трестом «Ставропольтрубопроводстрой»
- с 06.1986 по 12.1990 — начальник ССУ «Южтрубопроводстрой»
- с 01.1991 по 01.1992 — руководитель представительства СП «КОМЕКС» по Северо-Кавказскому региону.

С января 1992 по сентябрь 1996 года первый глава администрации города Армавир. С 1996 по 1999 года член комитета Законодательного Собрания Краснодарского края по региональной экономической политике, вопросам бюджета, банков, налогов, внешнеэкономических связей, малого и среднего бизнеса и предпринимательства, работающий на постоянной (платной) основе.
Чемпион РСФСР и СССР по многоборью ГТО.
Награждён орденом «Знак Почёта», значками «Отличник службы быта», «Отличник народного просвещения Российской Федерации», «Отличник профессионально-технического образования Российской Федерации». Почётный гражданин Армавира.
Скончался в марте 2023 года.